# Animal Crossing: Pocket Camp
Animal Crossing: Pocket Camp — була безкоштовною мобільною грою, соціальним симулятором 2017 року в серії Animal Crossing від Nintendo для пристроїв iOS і Android. Вона була випущена в Австралії в жовтні 2017 року, а в усьому світі наступного місяця. Гра продовжує серію соціальних симуляторів, які дозволяють гравцям взаємодіяти в невеликому кемпінгу з різними туристами, виконуючи невеликі завдання, займаючись комерцією та прикрашаючи житлові приміщення.
Підтримку безкоштовної версії гри завершили о 28 листопада 2024 року та була замінена на платну офлайн-версію без мікротранзакцій під назвою Animal Crossing: Pocket Camp Complete, випущену 2 грудня 2024 року. Гравці могли передати свої збережені дані до 2 червня 2025 року.

## Ігровий процес
Animal Crossing — це серія соціальних відеоігор-симуляторів, у яких гравці налаштовують життєві простори та спільноти своїх аватарів, обмінюючи матеріали та подарунки на декоративні предмети. У Pocket Camp гравець прикрашає кемпінг замість міста та збирає такі матеріали, як дерево та бавовна, з околиць, щоб обмінювати їх на замовлення меблів. Персонаж-гравець дружить із сусідніми персонажами-тваринами, які можуть відвідувати кемпінг гравця, як і інші гравці-люди, як запрошені, так і випадково. Аватар гравця може подорожувати кількома місцями, такими як острів Санберст або Солтуотер Шорс, а також ринок, де продаються меблі та одяг для аватарів. Параметри налаштування гравця поширюються на стать його аватара, риси обличчя та місце проживання транспортного засобу для відпочинку.
Сусіди в найближчих «місцях відпочинку» винагороджують гравця матеріалами для виготовлення за виконання запитів. Місцевий майстер, альпака Сайрус, перетворює ці ресурси на меблі, басейни та нові місця. Гравець може залучати конкретних сусідів, розставляючи їх улюблені меблі в кемпінгу. Кожне відвідування підвищує рівень досвіду стосунків у новій ігровій механіці серії. Подібно до попередніх ігор, гравець може ловити рибу та погасити борг за свій будинок.
Замість взаємодії сільських жителів, яку ми бачили в попередніх назвах, у Pocket Camp комплексно розглядаємо систему стосунків із сільськими жителями. Кожен житель села має певний рівень стосунків, який підвищується завдяки виконанню завдань і спілкуванню з ними щодня. Потім гравець отримує винагороду меблями та одягом, які відповідають естетиці селянина.
У мобільній грі є додаткові мікротранзакції, які можна придбати для покращення ігрового процесу. Порівняно з іграми основної серії, нову валюту, Leaf Tickets, можна отримати в грі або за допомогою мікротранзакцій, які гравець може використовувати для скорочення ігрового часу або для створення без сировини. Гравець отримує Leaf Tickets, виконуючи завдання в грі або купуючи валюту в реальному магазині додатків. Гравець також може обмінювати Leaf Tickets на спеціальні меблі для подій, які приваблюють певних персонажів до кемпінгу гравця. Розробник гри планує представити сезонні події та меблі з обмеженою доступністю.
На додаток до Leaf Tickets, у грі є печиво з передбаченнями, яке можна придбати, яке винагороджує випадковими предметами залежно від типу печива. Ці лутбокси зазвичай випускаються протягом обмеженого часу, а їх теми зазвичай пов’язані з жителем села. Печиво з передбаченнями можна знайти, відвідавши Торгову площу, і їх можна придбати за Leaf Tickets або дзвіночки. Гравці можуть придбати печиво з передбаченнями за 50 Leaf Tickets або 5000 дзвіночків. Кожне печиво з передбаченнями містить 10 предметів обмеженої серії з рейтингом від 3 до 5 зірок. Елемент із 5-зірковим рейтингом є найрідкіснішим із тих, що можна отримати, і він розблоковує Scrapbook Memory, що стосується жителя села, пов’язаного з печивом. Покупки печива з передбаченнями також супроводжуються картками з марками, які можна обміняти. Гравці отримують штамп щоразу, коли купують печиво з передбаченнями. Кожного разу, коли гравці досягають 10 марок, вони можуть обміняти свої картки з марками на вибране печиво з передбаченнями. Коли гравці купують одразу 5 печива з передбаченнями за 250 Leaf Tickets, вони отримують додаткову марку на 6 марок.

## Підписки
20 листопада 2019 року Nintendo випустила два плани передплати для гравців, які можна було придбати в Animal Crossing: Pocket Camp. План «Щасливий помічник» дозволяє користувачам вибрати селянина, який допоможе кемпінгу, збираючи матеріали, заробляючи дзвіночки та виконуючи запити жителів села. Обраний селянин також отримує нагороди для гравця, беручи участь у подіях, що повторюються. План дає передплатникам 60 Leaf Tickets кожного разу, коли підписка поновлюється. План «Меблі та мода» дозволяє гравцям зберігати макети дизайну та щомісяця роздає гравцям п’ять печива з передбаченням. Це печиво містить тематичні предмети меблів/одягу, які більше не можна придбати в грі. Обидва плани передплати також допомагають скоротити час на створення меблів і одягу, а також дозволяють гравцям отримати доступ до клубного журналу Pocket Camp Club, який містить статті, зображення та відео про спілкування мешканців села Animal Crossing між собою, а також збільшують простір для зберігання меблів. Після випуску план «Щасливий помічник» коштував 2,99 доларів на місяць, а план «Меблі та мода» — 7,99 доларів на місяць.
27 січня 2022 року Nintendo випустила третій план, «Merry Memories Plan», який дозволяє гравцям налаштовувати ігровий планувальник. План передбачає доступ до магазину наклейок для планувальників, можливість зв’язуватися з Google Fit або додатком iOS Health для запису кроків, збільшені винагороди від сезонних подій у грі та 20 Leaf Tickets на місяць.

### Animal Crossing: Pocket CampComplete
21 серпня 2024 року в офіційному обліковому записі гри в X було опубліковано заяву про те, що роботу Animal Crossing: Pocket Camp припинують 28 листопада та буде замінена платною офлайн-версією без мікротранзакцій, також дозволяючи користувачам передавати свої збережені дані.
27 жовтня 2024 року стало відомо, що платна версія має назву Animal Crossing: Pocket Camp Complete. Платна версія була випущена 2 грудня 2024 року за 19,99 доларів США з тимчасовою знижкою 9,99 доларів США протягом перших двох місяців випуску. Гра включатиме всі раніше випущені предмети та події (за винятком різних предметів співпраці, таких як колекція Sanrio), з одним додатковим роком нового вмісту, з грудня 2024 року до вересня 2025 року.

## Розробка та історія
Nintendo запланувала мобільну гру в серії Animal Crossing серед перших випусків на смартфони, як було оголошено на початку 2016 року. Серію Animal Crossing було обрано через її широке демографічне охоплення. Мобільна гра спочатку була запланована до випуску пізніше того ж року, але пізніше була відкладена, оскільки Nintendo віддала перевагу випуску Super Mario Run. Протягом наступного року Nintendo експериментувала з мікротранзакціями в мобільній грі Fire Emblem Heroes. 25 жовтня 2017 року Nintendo представила Pocket Camp під час презентації Nintendo Direct як свій четвертий мобільний застосунок. Він був випущений в Австралії того ж дня для платформ iOS і Android і був випущений у всьому світі в 41 країні 21 листопада 2017 року. Оновлення в грудні 2017 року принесло обмежене видання предметів різдвяної тематики, таких як вбрання Санта-Клауса та різдвяні ялинки.
Pocket Camp містить ігрові лутбокси Gacha. Занепокоєння Nintendo щодо ігрового процесу лутбоксів у Pocket Camp призвело до рішення скасувати доступ до завантаження гри або грати для користувачів Бельгії, починаючи з 27 серпня 2019 року.

## Рецепція
| Агрегатор  | Оцінка |
| ---------- | ------ |
| Metacritic | 72/100 |

| Видання     | Оцінка      |
| ----------- | ----------- |
| IGN         | 8/10        |
| TouchArcade | 4.5/5 зірок |

Animal Crossing: Pocket Camp отримав «змішані або середні» відгуки, згідно з агрегатором рецензій Metacritic. У Polygon похвалили підхід гри до знайомства мобільних гравців з іграми основної серії, хоча результати були дещо неоднозначними щодо ігрового процесу, що залежить від часу. Також вони назвали туторіал надто об’ємним, але привітали концепцію організації та виконання різноманітних дій у режимі реального часу.
До вересня 2018 року гра зібрала понад 50 мільйонів доларів США. Станом на квітень 2020, гра зібрала понад 150 мільйонів доларів у всьому світі.

### Подяки
Була номінована на «Найкращу гру для мобільних пристроїв» у IGN Best of 2017 Awards. За версією Game Informer Reader's Choice Best of 2017 Awards вона зайняла першість у номінації «Найкраща гра-симулятор». Вона також була номінована на премію A-Train за найкращу мобільну гру на New York Game Awards 2018, та як «Мобільна гра року» на SXSW Gaming Awards 2018. На Famitsu Awards гра отримала премію Excellence Prize.

## Нотатки
1. ↑  Додаткова робота з DeNA
2. ↑  Animal Forest: Pocket Camp (яп. どうぶつの森 ポケットキャンプ, Dōbutsu no Mori Poketto Kyanpu)